# Santa '85
„Santa '85” sau „One Amazing Night” este al 11-lea episod al primului sezon al serialului de antologie Călătorie în timp (Amazing Stories) creat de Steven Spielberg. Este regizat de Phil Joanou, cu Douglas Seale și Pat Hingle în rolurile principale.  A avut premiera la 15 decembrie 1985 pe NBC, fiind produs de Amblin Entertainment și Universal Television. 

## Prezentare
Adevăratul Moș Crăciun (Douglas Seale) are de înfruntat din ce în ce mai multe greutăți din cauza modernizării și suprapopulării lumii. În timp ce încearcă să-i lase sub brad un cadou lui Bobby Mynes (Gabriel Damon), declanșează alarma și părinții acestuia cheamă poliția. Șeriful  Horace Smyvie, care a fost orfan și urăște sărbătoarea Crăciunului, îl arestează și-l închide alături de trei oameni beți îmbrăcați în costum de Moș Crăciun, considerându-l și pe acesta un alt simplu om mascat în Moș Crăciun.  Bobby descoperă sub fereastra sa sania lui Moș Crăciun și renii acestuia. Cu ajutorul saniei, Bobby îl eliberează din celulă pe Moș Crăciun. Pe urmele fugarilor, șeriful vede sania lui Moș Crăciun zburând prin aer cu Moșul și cu Bobby și începe să creadă în spiritul Crăciunului, alăturându-se unui grup de colindători. 

## Distribuție
- Douglas Seale ca Moș Crăciun
- Pat Hingle - șerif  Horace Smyvie
- Gabriel Damon - Bobby Mynes
- Marvin J. McIntyre - ajutor de șerif Weatherby
- Frances Bay - Crăciuneasa
- Stephen Lee - tatăl lui Bobby
- Joan Welles - mama
- Dick Balduzzi - om beat #1 în costum de Moș Crăciun
- Gerry Gibson - om beat #2 în costum de Moș Crăciun
- William McDonald - om beat #3 în costum de Moș Crăciun

## Producție
Filmările au avut loc la Universal Studios - 100 Universal City Plaza, Universal City, California, USA.

## Legături externe
- „Santa '85” la IMDb
- „Santa '85” la CineMagia

## Vezi și
- Listă de emisiuni TV speciale de Crăciun din Statele Unite
- 1985 în televiziune